# Tortula minor
Tortula minor är en bladmossart som beskrevs av Richard Henry Zander 1993. Tortula minor ingår i släktet tussmossor, och familjen Pottiaceae. Inga underarter finns listade i Catalogue of Life.